# خط طول 137° شرق
خط طول 137° شرق هو أحد خطوط الطول الجغرافية، والتي تمتد من القطب الشمالي الجغرافي إلى القطب الجنوبي الجغرافي، وحسب التحويل الزمني يتقدم خط طول 137° شرق عن خط غرينتش بـ9 ساعات و8 دقائق.

## من القطب إلى القطب
ينطلق خط طول 137° شرق من القطب الشمالي نحو القطب الجنوبي مرورا بالمناطق التي ترد في الجدول التالي:
| الإحداثيات                           | البلد أو الإقليم أو البحر | ملاحظات |
| ------------------------------------ | ------------------------- | --- |
| 90°0′N 137°0′E / 90.000°N 137.000°E  | المحيط المتجمد الشمالي    | |
| 76°26′N 137°0′E / 76.433°N 137.000°E | بحر لابتيف                | |
| 75°21′N 137°0′E / 75.350°N 137.000°E | روسيا                     | ياقوتيا — جزيرة كوتيلني, جزر سيبيريا الجديدة |
| 75°14′N 137°0′E / 75.233°N 137.000°E | بحر لابتيف                | |
| 71°28′N 137°0′E / 71.467°N 137.000°E | روسيا                     | ياقوتيا خاباروفسك كراي — من 59°26′N 137°0′E / 59.433°N 137.000°E |
| 55°47′N 137°0′E / 55.783°N 137.000°E | بحر أوخوتسك               | |
| 55°5′N 137°0′E / 55.083°N 137.000°E  | روسيا                     | خاباروفسك كراي — Feklistova Island |
| 54°54′N 137°0′E / 54.900°N 137.000°E | بحر أوخوتسك               | |
| 53°50′N 137°0′E / 53.833°N 137.000°E | روسيا                     | خاباروفسك كراي بريمورسكي كراي — من 47°18′N 137°0′E / 47.300°N 137.000°E |
| 45°18′N 137°0′E / 45.300°N 137.000°E | بحر اليابان               | |
| 37°25′N 137°0′E / 37.417°N 137.000°E | اليابان                   | جزيرة هونشو — إيشيكاوا (محافظة) — توياما (محافظة) — من 36°58′N 137°0′E / 36.967°N 137.000°E — غيفو (محافظة) — من 36°17′N 137°0′E / 36.283°N 137.000°E — آيتشي (محافظة) — من 35°23′N 137°0′E / 35.383°N 137.000°E |
| 34°49′N 137°0′E / 34.817°N 137.000°E | خليج ميكاوا               | |
| 34°33′N 137°0′E / 34.550°N 137.000°E | المحيط الهادئ             | |
| 1°50′S 137°0′E / 1.833°S 137.000°E   | إندونيسيا                 | جزيرة Kurudu |
| 1°51′S 137°0′E / 1.850°S 137.000°E   | Cenderawasih Bay          | |
| 2°7′S 137°0′E / 2.117°S 137.000°E    | إندونيسيا                 | جزيرة غينيا الجديدة |
| 4°56′S 137°0′E / 4.933°S 137.000°E   | بحر آرافورا               | |
| 12°20′S 137°0′E / 12.333°S 137.000°E | خليج كاربنتاريا           | مرورا بشرق جزيرة جروت آيلاند, أستراليا (في 14°15′S 136°57′E / 14.250°S 136.950°E) |
| 15°35′S 137°0′E / 15.583°S 137.000°E | أستراليا                  | إقليم شمالي (أستراليا) — Vanderlin Island و the mainland جنوب أستراليا — من 26°0′S 137°0′E / 26.000°S 137.000°E                                                                                                  |
| 33°44′S 137°0′E / 33.733°S 137.000°E | خليج سبنسر                | |
| 34°56′S 137°0′E / 34.933°S 137.000°E | أستراليا                  | جنوب أستراليا — شبه جزيرة يوركي |
| 35°13′S 137°0′E / 35.217°S 137.000°E | Investigator Strait       | |
| 35°40′S 137°0′E / 35.667°S 137.000°E | أستراليا                  | جنوب أستراليا — جزيرة كانغارو |
| 36°1′S 137°0′E / 36.017°S 137.000°E  | المحيط الهندي             | Australian authorities consider this to be part of the المحيط الجنوبي[1][2] |
| 60°0′S 137°0′E / 60.000°S 137.000°E  | المحيط الجنوبي            | |
| 66°19′S 137°0′E / 66.317°S 137.000°E | القارة القطبية الجنوبية   | أرض أديلي, المطالب الإقليمية بالقارة القطبية الجنوبية by فرنسا |